# Paul Cohen-Portheim
Paul Cohen-Portheim (geboren 22. März 1879 in Berlin als Paul Heinrich Cohen; gestorben 4. Oktober 1932 in Paris) war ein deutschsprachiger jüdischer Maler, Schriftsteller und Übersetzer.
In einem 1922 publizierten Essay bezeichnete er sich als Anhänger des Glaubens „an eine fortschreitende und höher führende Evolution“; obgleich „der Verfasser selbst Jude ist, würde sein Standpunkt von einem orthodoxen Angehörigen des mosaischen Glaubens ebenso verurteilt werden wie von einem orthodoxen Christen“.

## Leben
Paul Cohen-Portheim wurde in Berlin als Sohn österreichischer Eltern geboren. Er ging in Genf zur Schule, wurde Maler und lebte in Paris, als im Juni 1914 das Attentat auf Erzherzog Franz Ferdinand in Sarajevo verübt wurde. Trotz drohender Kriegsgefahr reiste er nach England zu einem mehrwöchigen Aufenthalt mit Freunden in Devonshire. Am 4. August 1914 trat England in den Krieg ein. Seine damalige Situation beschrieb Cohen-Portheim später mit den Worten: „Meine Wohnung und meine Sachen waren in Frankreich, meine Verwandtschaft war in Österreich und Deutschland – und ich selbst mit Sommerkleidung, Malerei-Utensilien und 10£ in einem England, aus dem man nicht ausreisen konnte.“ Am 24. Mai 1915 wurde er zusammen mit mehreren hundert Männern aus Deutschland und Österreich-Ungarn als „enemy alien“ auf der Isle of Man interniert.
Nach dem Ersten Weltkrieg wurde Cohen-Portheim schriftstellerisch tätig. Seine frühen Bücher befassen sich vor allem mit der Frage der geistigen Neuorientierung Europas. Dabei sieht er die Aufgabe des Judentums darin, Brücke zwischen Ost und West zu sein: „Das Mittelmeer ist die Wiege und der Ausgangspunkt der europäischen Kultur gewesen; wo es Asien umspült, liegt Palästina. Es ist das Tor, durch welches der Osten nach Westen und der Westen nach Osten dringt.“ Palästina selbst „wird von einem Volke bewohnt sein, das alles weiß, was Europa zu lehren hat, und nicht vergessen hat, dass es einst aus Asien kam, von einem Volke, das die Maschine kennt und die Banken und Aktiengesellschaften, und sein Hebräisch, seine Bibel und seine Kabbala nicht vergessen hat. Es kennt die Sprache des Westens und des Ostens.“
Paul Cohen-Portheim starb im Oktober 1932 in Paris an einer Krankheit, die er sich auf einer Portugalreise im Monat zuvor zugezogen hatte. Seine Grabstätte ist unbekannt.

## Wirkung
Viel Beachtung im deutschen und im englischen Sprachraum fanden Cohen-Portheims Bücher über Paris, London, Frankreich, England und Europa. In einer Rezension lobte Kurt Tucholsky das Paris-Buch als „besten pariser Führer, der mir in deutscher Sprache bekannt ist“. Noch heute gilt Cohen-Portheims London-Buch als „klassischer Schnappschuss vom London der Jahre vor dem Zweiten Weltkrieg“. Die Liste der in der US-amerikanischen Zeitschrift Foreign Affairs rezensierten Bücher von Cohen-Portheim belegt ein besonderes Interesse außenpolitisch interessierter Leser in den Vereinigten Staaten an den Werken dieses Autors.

## Schriften
- Asien als Erzieher, Leipzig 1920
- Die Mission des Juden, Berlin 1922
- Die okkulten Quellen der künstlerischen Begabung, 2.–3. Aufl. Pfullingen 1922
- Europas Zukunft, Berlin 1923
- Das Lächeln der sieben Buddha, Berlin 1923
- Der Geist Frankreichs und Europa, Potsdam 1926
- Paris, Berlin 1930
- England, die unbekannte Insel, Berlin 1931
- Time Stood Still: My Internment in England 1914–1918, London 1931
- London, Berlin 1932
- Die Entdeckung Europas, Berlin 1933